# Tiny Wings
Tiny Wings is een computerspel voor Apple iOS. Het spel is ontwikkeld door Andreas Illiger, en uitgebracht op 18 februari 2011.

## Gameplay
In het spel bestuurt de speler een klein vogeltje, dat graag wil vliegen, maar daar te kleine vleugels voor heeft. In plaats daarvan gebruikt hij de vele heuvels in de 2-dimensionale wereld van het spel. Door op het scherm te drukken trekt hij zijn vleugels in en wordt hij zwaar, zodat hij naar beneden valt. Het momentum dat hiermee opgebouwd wordt, komt van pas wanneer het vogeltje wordt gelanceerd, omdat het hiermee kan zweven. De bedoeling is om zo goed mogelijk te landen, en steeds sneller en hoger te zweven. Tijdens het spelen zal de zon langzaam ondergaan, het doel van het spel is om te voorkomen dat het nacht wordt door zo snel mogelijk weg te vluchten van de zonsondergang.

## Ontvangst
Tiny Wings heeft erg veel positieve reviews gekregen. IGN gaf het spel een score van 8 uit 10. De vicepresident van Apple, Scott Forstall, zei op Apple's Worldwide Developers Conference in 2011, dat het spel "zeer verslavend" is.